# Liste des gouverneurs du Delaware
Le gouverneur du Delaware (en anglais : Governor of Delaware) est le chef de la branche exécutive du gouvernement de l'État américain du Delaware.

## Système électoral
Le gouverneur du Delaware est élu pour un mandat de quatre ans au scrutin uninominal majoritaire à un tour.

## Liste

### Territoire
| Nom                 | Mandat      | Affiliation politique |
| ------------------- | ----------- | --------------------- |
| John McKinly *      | 1776 - 1777 |                       |
| Thomas McKean *     | 1777        |                       |
| George Read *       | 1777 - 1778 |                       |
| Caesar Rodney *     | 1778 - 1781 |                       |
| John Dickinson *    | 1781 - 1783 |                       |
| John Cook *         | 1783        |                       |
| Nicholas Van Dyke * | 1783 - 1786 |                       |
| Thomas Collins *    | 1786 - 1787 |                       |

### État du Delaware (depuis 1787)
| Nom                          | Mandat      | Affiliation politique | Affiliation politique |
| ---------------------------- | ----------- | --------------------- | --------------------- |
| Thomas Collins *             | 1787 - 1789 |                       |                       |
| Jehu Davis *                 | 1789        |                       |                       |
| Joshua Clayton *             | 1789 - 1796 |                       | Fédéraliste           |
| Gunning Bedford              | 1796 - 1797 |                       | Fédéraliste           |
| Daniel Rogers                | 1797 - 1799 |                       | Fédéraliste           |
| Richard Bassett              | 1799 - 1801 |                       | Fédéraliste           |
| James Sykes                  | 1801 - 1802 |                       | Fédéraliste           |
| David Hall                   | 1802 - 1805 |                       | Républicain-démocrate |
| Nathaniel Mitchell           | 1805 - 1808 |                       | Fédéraliste           |
| George Truitt                | 1808 - 1811 |                       | Fédéraliste           |
| Joseph Haslet                | 1811 - 1814 |                       | Républicain-démocrate |
| Daniel Rodney                | 1814 - 1817 |                       | Fédéraliste           |
| John Clark                   | 1817 - 1820 |                       | Fédéraliste           |
| Jacob Stout                  | 1820 - 1821 |                       | Fédéraliste           |
| John Collins                 | 1821 - 1822 |                       | Républicain-démocrate |
| Caleb Rodney                 | 1822 - 1823 |                       | Fédéraliste           |
| Joseph Haslet                | 1823        |                       | Républicain-démocrate |
| Charles Thomas               | 1823 - 1824 |                       | Républicain-démocrate |
| Samuel Paynter               | 1824 - 1827 |                       | Fédéraliste           |
| Charles Polk                 | 1827 - 1830 |                       | Fédéraliste           |
| David Hazzard                | 1830 - 1833 |                       | National-républicain  |
| Caleb Bennett                | 1833 - 1836 |                       | Républicain-démocrate |
| Charles Polk                 | 1836 - 1837 |                       | Whig                  |
| Cornelius Comegys            | 1837 - 1841 |                       | Whig                  |
| William Cooper               | 1841 - 1845 |                       | Whig                  |
| Thomas Stockton              | 1845 - 1846 |                       | Whig                  |
| Joseph Maull                 | 1846 - 1846 |                       | Whig                  |
| William Temple               | 1846 - 1847 |                       | Whig                  |
| William Tharp                | 1847 - 1851 |                       | Démocrate             |
| William Ross                 | 1851 - 1855 |                       | Démocrate             |
| Peter Causey                 | 1855 - 1859 |                       | Know-Nothing          |
| William Burton               | 1859 - 1863 |                       | Démocrate             |
| William Cannon               | 1863 - 1865 |                       | Républicain-Unioniste |
| Gove Saulsbury               | 1865 - 1871 |                       | Démocrate             |
| James Ponder                 | 1871 - 1875 |                       | Démocrate             |
| John Cochran                 | 1875 - 1879 |                       | Démocrate             |
| John Hall                    | 1879 - 1883 |                       | Démocrate             |
| Charles Stockley             | 1883 - 1887 |                       | Démocrate             |
| Benjamin Biggs               | 1887 - 1891 |                       | Démocrate             |
| Robert Reynolds (politicien) | 1891 - 1895 |                       | Démocrate             |
| Joshua Marvil                | 1895        |                       | Républicain           |
| William T. Watson            | 1895 - 1897 |                       | Démocrate             |
| Ebe Tunnell                  | 1897 - 1901 |                       | Démocrate             |
| John Hunn                    | 1901 - 1905 |                       | Républicain           |
| Preston Lea                  | 1905 - 1909 |                       | Républicain           |
| Simeon Pennewill             | 1909 - 1913 |                       | Républicain           |
| Charles Miller               | 1913 - 1917 |                       | Républicain           |
| John Townsend, Jr.           | 1917 - 1921 |                       | Républicain           |
| William Denney               | 1921 - 1925 |                       | Républicain           |
| Robert Robinson              | 1925 - 1929 |                       | Républicain           |
| C. Douglass Buck             | 1929 - 1937 |                       | Républicain           |
| R. C. McMullen               | 1937 - 1941 |                       | Démocrate             |
| Walter Bacon                 | 1941 - 1949 |                       | Républicain           |
| Elbert Carvel                | 1949 - 1953 |                       | Démocrate             |
| James Boggs                  | 1953 - 1960 |                       | Républicain           |
| David Buckson                | 1960 - 1961 |                       | Républicain           |
| Elbert Carvel                | 1961 - 1965 |                       | Démocrate             |
| Charles Terry, Jr.           | 1965 - 1969 |                       | Démocrate             |
| Russell Peterson             | 1969 - 1973 |                       | Républicain           |
| Sherman Tribbitt             | 1973 - 1977 |                       | Démocrate             |
| Pierre du Pont IV            | 1977 - 1985 |                       | Républicain           |
| Michael Castle               | 1985 - 1992 |                       | Républicain           |
| Dale Wolf                    | 1992 - 1993 |                       | Républicain           |
| Tom Carper                   | 1993 - 2001 |                       | Démocrate             |
| Ruth Ann Minner              | 2001 - 2009 |                       | Démocrate             |
| Jack Markell                 | 2009 - 2017 |                       | Démocrate             |
| John Carney                  | 2017 - 2025 |                       | Démocrate             |
| Bethany Hall-Long            | 2025        |                       | Démocrate             |
| Matt Meyer                   | Depuis 2025 |                       | Démocrate             |

 * exerçant la fonction de président jusqu'en 1793 